# Зелёное (Гримайловская поселковая община)
Зелёное (укр. Зелене) — село в Гримайловской поселковой общине Чортковского района Тернопольской области Украины.
До 2020 года входило в Гусятинский район.
Код КОАТУУ — 6121681401. Население по переписи 2001 года составляло 478 человек.

## Географическое положение
Село Зелёное находится в 1,5 км от левого берега реки Гнилая,
на расстоянии в 0,5 км от села Паевка.
По селу протекает пересыхающий ручей.

## История
- 1343 год — дата основания.

## Объекты социальной сферы
- Школа I—II ст.
- Детский сад.
- Клуб.
- Фельдшерско-акушерский пункт.

## Достопримечательности
- Братская могила советских воинов.